# Síndrome de Lemierre
El síndrome de Lemierre, también llamado sepsis post angina, es una complicación muy rara de la amigdalitis aguda que se caracteriza por una sepsis grave  y la aparición de una tromboflebitis de la vena yugular interna. Generalmente está causado por una bacteria llamada fusobacterium necrophorum que es un germen anaerobio habitual en la flora de la cavidad bucal. Se manifiesta con fiebre, malestar general, dolor y rigidez cervicales y dificultad respiratoria debida a múltiples embolias sépticas.   Esta enfermedad fue descrita por primera vez en el año 1936 por el médico André Lemierre que publicó un artículo en el que describía una serie de 20 casos, entre los cuales hubo una alta mortalidad. Desde la aparición de los tratamientos antibióticos, el pronóstico del síndrome de Lemierre ha mejorado considerablemente.